# Buchschachtelberg
Buchschachtelberg (tschechisch Bučina) ist ein bewaldeter Berg südlich des Ortsteils Henneberg von Johanngeorgenstadt im westlichen sächsischen Erzgebirge, der 973 m hoch ist. Direkt über seinen Gipfel verläuft die Grenze zwischen Sachsen und Tschechien.
Nordwestlich des Buchschachtelberges liegt der Kleine Kranichsee.
Im Winter führt eine Loipe am Buchschachtelberg und weiter über den Scheffelsberg von Henneberg in Richtung Grenze. Bei guter Sicht bietet sich vom Buchschachtelberg ein weiter Blick auf das sächsisch-böhmische Obererzgebirge.
Westlich des Berges verläuft der Buchschachtelgraben bereits auf tschechischem Territorium.